# Pteropus woodfordi
Pteropus woodfordi är en däggdjursart som beskrevs av Thomas 1888. Pteropus woodfordi ingår i släktet Pteropus och familjen flyghundar. Inga underarter finns listade.

## Utseende
Arten saknar svans och är med en kroppslängd av 92 till 145 mm, med 80 till 96 mm långa underarmar och med en vikt omkring 150 g den minsta medlemmen i släktet Pteropus. Bakfötterna är 26 till 28 mm långa och öronen är 9 till 14 mm stora. Typisk för huvudet är en mörkbrun nos, stora ögon med en regnbågshinna som är rödbrun till mörkbrun, beroende på ålder, och trekantiga öron som syns lite utanför pälsen. Längre hår vid halsen bildar en rödbrun mantel. Övriga delar av den ulliga ovansidan bär brun päls med glest fördelade hår som har gula eller silverfärgade spetsar. Hannar har körtlar på axlarna och kring körtlarna är håren orange. Körtelvätskan har en lukt av övermogna frukter. Kännetecknande för hannar är stora testiklar. Flygmembranen är hos Pteropus woodfordi brun. Arten har små tänder med undantag av långsmala hörntänder i överkäken.

## Utbredning
Denna flyghund förekommer på Salomonöarna. Arten vistas i låglandet och i bergstrakter upp till 1200 meter över havet. Habitatet utgörs av olika regioner med träd som skogar, trädgårdar och fruktodlingar.

## Ekologi
Pteropus woodfordi äter frukter och blommor. Individerna vilar främst i trädens håligheter. Per kull föds en unge. Flyghunden är aktiv mellan skymningen och gryningen. Boet delas ibland med andra flyghundar som Pteropus rayneri och Pteralopex taki eller med pungdjuret nordlig grå kuskus. Under flyget har arten ett kvittrande läte. Ett näringsämne är dessutom nektar från kokosnöt. Vid födoplatsen kan även äkta papegojor av underfamiljen Loriinae finnas. Dräktiga honor, honor med aktiva spenar och honor med en unge hittades under olika månader.

## Hot
På mindre öar är skogsröjningar ett hot. Pteropus woodfordi jagas ibland för köttets skull. Hela populationen och utbredningen bedöms som stor. IUCN kategoriserar arten globalt som livskraftig (LC).